# Fatal Revenge
Pour plus de détails, voir Fiche technique et Distribution.
Fatal Revenge (Bullies) est un film canadien réalisé par Paul Lynch, sorti en 1986.

## Synopsis
Lorsque la paisible famille Morris déménage dans une petite ville et achète l'épicerie de la ville, elle se heurte à la famille Cullen. Les Cullen harcèlent les gens de la ville depuis des années, et maintenant ils harcèlent la famille Morris chaque fois qu'ils en ont l'occasion. Pendant ce temps, Matt rencontre et commence à voir beaucoup de Becky qui l'aime aussi. Malheureusement, son nom de famille est Cullen, et lorsque le reste de la famille découvre leur relation, ils décident de se venger, et leur harcèlement est élevé à une agression vicieuse.

## Fiche technique
- Titre : Fatal Revenge
- Titre original : Bullies
- Réalisation : Paul Lynch
- Scénario : Bryan McCann et John Sheppard
- Musique : Paul Zaza
- Pays d'origine :  Canada
- Sociétés de production : Universal Pictures et Allarcom Limited
- Genre : Action, drame
- Durée : 96 minutes (version originale) et 90 minutes (version américaine)
- Date de sortie : 29 août 1986

## Distribution
- Jonathan Crombie : Matt Morris
- Janet-Laine Green : Jenny Morris
- Stephan B. Hunter : Clay Morris
- Olivia d'Abo : Becky Cullen
- Bill Croft : Ben Cullen
- Bernie Coulson : Jimmy Cullen
- Adrien Dorval : Judd Cullen
- William Nunn : Jonah Cullen
- Dehl Berti (en) : Will Crow
- Wayne Robson : Vern
- Ed Milaney : Frank Furlong
- Brock Simpson : Arnie Furlong